# Sugar Hill (Georgia)
Sugar Hill ist eine Stadt im Gwinnett County des US-Bundesstaates Georgia. Sie hat 25.076 Einwohner (Stand: Volkszählung 2020) und ist Teil der Metropolregion Atlanta.

## Geschichte
Sugar Hill wurde 1939 von der Versammlung des Bundesstaates Georgia als Town of Sugar Hill gegründet und am 24. März 1939 offiziell gegründet. 1975 wurde die Stadt in City of Sugar Hill umbenannt. Vor der Gemeindegründung war das Gebiet Teil einer Strecke von der Eisenbahn in Buford zur Stadt Cumming. Der Überlieferung nach wurde die Stadt nach einem Vorfall benannt, bei dem eine große Ladung Zucker verschüttet wurde, und die Gegend wurde als "der Hügel, auf dem der Zucker verschüttet wurde" oder "der Zuckerhügel" (Sugar Hill) bekannt.
Im Jahr 2001 führte ein drastischer Anstieg der Erdgaspreise, der in keinem Verhältnis zu den Kosten für Erdgas außerhalb von Sugar Hill stand, dazu, dass die Einwohner das "Komitee zur Auflösung von Sugar Hill" gründeten. 1600 Einwohner unterzeichneten eine Petition, in der ein Referendum zur Abschaffung der Stadtwerke und der Stadt selbst gefordert wurde. Der Senator des Bundesstaates schlug eine Gesetzesvorlage vor, in der ein nicht bindendes Referendum gefordert wurde. Der Gesetzentwurf wurde im Senat verabschiedet, scheiterte jedoch im Repräsentantenhaus, und der Versuch, die Satzung der Stadt aufzuheben, blieb erfolglos. Der Stadtrat reagierte auf diesen Versuch, indem er die Preise der Stadtwerke senkte, um sie mit denen der Umgebung vergleichbar zu machen.

## Demografie
Nach einer Schätzung von 2019 leben in Sugar Hill 24.617 Menschen. Die Bevölkerung teilte sich im selben Jahr auf in 68,7 % Weiße, 12,3 % Afroamerikaner, 9,2 % Asiaten und 2,9 % mit zwei oder mehr Ethnizitäten. Hispanics oder Latinos aller Ethnien machten 19,6 % der Bevölkerung aus. Das mittlere Haushaltseinkommen lag 2019 bei 87.090 US-Dollar und die Armutsquote bei 8,4 %.